# مانوئل واسکس اوئسو
مانوئل واسکس اوئسو (اسپانیایی: Manuel Vázquez Hueso‎؛ زادهٔ ۳۱ مارس ۱۹۸۱) دوچرخه‌سوار اهل اسپانیا است.